# Zhang Nuanxin
Zhang Nuanxin (xinès simplificat: 张暖忻; en pinyin: Zhāng nuǎn xīn; Mongòlia Interior, 27 d'octubre de 1940 - Pequín, 28 de maig de 1995) fou una directora de cinema xinesa considerada com una de les figures clau de l'anomenada quarta generació de directors xinesos. Estudis recents també en parlen també com una teòrica del cinema, pionera de l'estètica realista del cinema xinès i el cinema fet per dones. El seu article, 'Lun dianying yuyan de xiandaihua’ (Sobre la modernització del llenguatge del cinema) escrit el 1973 conjuntament amb Li Tuo és valorat avui dia com un manifest del nou cinema xinès.
Les pel·lícules de Zhang tracten temes com la joventut alienada, la història contemporània de la Xina. Destaca també així el seu ús característic del vídeo digital en color de llarga durada i el seu estil realista. El teòric del cinema xinès Zhang Zhenqin ens diu que el treball de Zhang parla d'una visió de la vida xinesa autèntica.

## Filmografia
| 1979 | Li Siguang              | 李四光   | guionista             |
| 1981 | The Drive to Win        | 沙鸥     | directora i guionista |
| 1985 | Sacrifice of Youth      | 青春祭   | directora i guionista |
| 1987 | Le Palanquin des Larmes | 花轿泪   | Co-directora          |
| 1990 | Good Morning, Beijing   | 北京你早 | directora             |
| 1993 | A Yunnan Story          | 云南故事 | directora             |
| 1994 | South China             | 南中国   | directora             |